# 井上平太
井上 平太（いのうえ へいた、1848年〈嘉永元年〉9月17日 - 1933年〈昭和8年〉2月）は、熊本藩藩士、武術家。流派は雲弘流剣術、伯耆流居合術、日置流道雪派弓術、細川流（武田流）騎射。称号は大日本武徳会剣道教士、居合術範士、弓道範士。熊本県警部。

## 生涯

### 生い立ち
高橋の郡奉行（350石）の子として、熊本城下の上林町に生まれる。藩校時習館で学問、武芸を学ぶ。武芸は雲弘流剣術、伯耆流居合術、日置流道雪派弓術、大坪流馬術、武田流騎射、函三流砲術を修行。

### 戊辰戦争
1864年（元治元年）、長州征討に野砲隊隊長の父とともに野砲隊副隊長として出征。1868年（慶応4年）、藩主細川護久に従い上洛。戊辰戦争鳥羽・伏見の戦い勃発に伴い、京都御所の警備に出動し、新選組の隊員数人を斬り倒した。その後、家老米田虎之助（元家老・長岡是容次男）が率いる熊本藩兵の一員として東北戦争に転戦。

### 警察勤務
廃藩置県後、熊本県飽託郡池上村谷隠に移住し、熊本県警察部の巡査に任官。1885年（明治18年）には陸軍少将乃木希典と親交を結ぶ。1902年（明治35年）11月、明治天皇臨席の陸軍特別大演習が肥後の平野で行われ、平太は天皇の御先乗りを務めた。乃木から馬上杯を贈られ、平太は乃木に村正を贈った。警察には30年間勤務し、警部まで昇任した。違反者はすべて説諭だけで放免し、決して逮捕しない警察官として市民から奇妙な人気があった。

### 大日本武徳会
1899年（明治32年）5月、大日本武徳会の武徳祭に馬術演武の指導に招かれたという。1921年（大正10年）5月、武徳祭大演武会剣道高齢者の部に73歳で出場し、神道無念流坂部小郎63歳と対戦する。このとき防具を身に着けず試合に臨み、周囲を驚かせた。素面素小手で試合に出場した心境はついに語らなかったという。1922年（大正11年）、禅僧澤木興道の大徹堂で坐禅を修行した。

## 称号
- 1895年（明治28年）、旧熊本藩知事細川護久の命で武田流第33代を継承
- 1899年（明治32年）、大日本武徳会馬術精錬証（細川流騎射）[1]
- 1919年（大正8年）、大日本武徳会剣道精錬証（雲弘流剣道形）[2]
- 1920年（大正9年）、大日本武徳会剣道精錬証（雲弘流）[2]、大日本武徳会居合術精錬証[2]
- 1921年（大正10年）、大日本武徳会剣道教士
- 1927年（昭和2年）5月10日、大日本武徳会弓道範士[3]
- 1929年（昭和4年）5月21日、大日本武徳会居合術範士[3]